# 산업의학
산업의학(occupational medicine, industrial medicine) 또는 직업환경의학(Occupational and Environmental Medicine, OEM)은 업무 관련 질병 및 부상의 예방과 치료를 전문으로 하는 미국 예방의학위원회 산하 위원회 인증 의료 전문 분야이다.
OEM 의사는 임상 의학과 공중보건 모두에 대한 교육을 받았다. 이들은 근로자 보상 프로그램이나 직원 건강 프로그램을 통해 근로자에게 직접적인 환자 치료를 제공하고 고용주를 위한 의료 검진 서비스를 수행하는 임상 역량으로 일할 수 있다. 기업 의료 책임자는 일반적으로 산업과 관련된 위험에 대한 전문 교육을 받은 직업 의학 의사이다. OEM 의사는 이러한 근로자 집단이 직면하는 중요하고 고유한 노출을 고려하여 미군에 고용된다. 공중보건부, 산업안전보건청(OSHA) 및 국립산업안전보건연구소(NIOSH)는 일반적으로 산업의학 전문의를 고용한다. 그들은 종종 국제기구, 정부 및 국가 기관, 조직, 노동조합에 조언을 제공한다.
산업혁명 이후 산업의학의 전문성이 더욱 부각되었다. 당시 다양한 신생 산업에 종사하는 공장 근로자와 노동자들은 작업 노출로 인해 심하게 아프고 사망하는 경우가 많았으며, 이로 인해 직업상 부상과 질병을 더 잘 이해하고, 인식하고, 치료하고 예방하기 위한 공식적인 노력이 촉발되었다.
최근에는 질병의 확산이 작업장과 복잡하게 연결되어 작업장 건강, 안전 및 감시 관행에 극적인 조정이 필요해지면서 직업 의학이 코로나19 팬데믹 기간 동안 가시화되었다.
미국에서는 미국예방의과대학(American College of Preventive Medicine)이 직업 및 환경 의학 분야의 의사에 대한 위원회 인증을 감독한다.

## 같이 보기
- 산업심리학
- 직업병
- 직업안전보건